# 20272 Duyha
20272 Duyha este un asteroid din centura principală de asteroizi.

## Descriere
20272 Duyha este un asteroid din centura principală de asteroizi. A fost descoperit pe 20 martie 1998 la Socorro, New Mexico, în cadrul proiectului LINEAR. Asteroidul prezintă o orbită caracterizată de o semiaxă mare de 2,33 ua, o excentricitate de 0,09 și o înclinație de 4,3° în raport cu ecliptica.